# Municipio de Bridgeton (Míchigan)
El municipio de Bridgeton (en inglés: Bridgeton Township) es un municipio ubicado en el condado de Newaygo en el estado estadounidense de Míchigan. En el año 2010 tenía una población de 2141 habitantes y una densidad poblacional de 22,89 personas por km².

## Geografía
El municipio de Bridgeton se encuentra ubicado en las coordenadas 43°20′17″N 85°58′2″O / 43.33806, -85.96722. Según la Oficina del Censo de los Estados Unidos, el municipio tiene una superficie total de 93.52 km², de la cual 91,92 km² corresponden a tierra firme y (1,71 %) 1,6 km² es agua.

## Demografía
Según el censo de 2010, había 2141 personas residiendo en el municipio de Bridgeton. La densidad de población era de 22,89 hab./km². De los 2141 habitantes, el municipio de Bridgeton estaba compuesto por el 96,64 % blancos, el 0,28 % eran afroamericanos, el 0,56 % eran amerindios, el 0,14 % eran asiáticos, el 1,54 % eran de otras razas y el 0,84 % eran de una mezcla de razas. Del total de la población el 4,95 % eran hispanos o latinos de cualquier raza.